# Cristina Gutiérrez-Cortines Corral
Cristina Gutiérrez-Cortines Corral (ur. 17 grudnia 1939 w Madrycie) – hiszpańska historyk sztuki i polityk, posłanka do Parlamentu Europejskiego V, VI i VII kadencji.

## Życiorys
Uzyskała doktorat z dziedziny historii sztuki, później została profesorem. Od 1978 do 1993 pracowała jako dyrektor ds. kultury i studiów wieczorowych Uniwersytetu w Murcji. Była też dyrektorem ds. wydarzeń kulturalnych pisma „La Verdad” (1989–1995). Od 1995 do 1999 sprawowała urząd ministra edukacji i kultury w regionalnym rządzie Murcji. Kierowała kursem fundacji Botína poświęconym zrównoważonemu rozwojowi i zachowaniu dziedzictwa historycznego i naturalnego (1995–2003). W pracy badawczej zajęła się sztuką i architekturą, urbanistyką i historią rozwoju miast oraz zastosowaniem nowych technologii w historii sztuki.
W 1999 po raz pierwszy znalazła się w Parlamencie Europejskim z listy Partii Ludowej. Reelekcję uzyskiwała w latach 2004 i 2009. W VI kadencji była członkiem Komisji Petycji oraz Ochrony Środowiska Naturalnego, Zdrowia Publicznego i Bezpieczeństwa Żywności. Zasiadała w delegacji ds. stosunków z Izraelem.